# 後備電池
後備電池（Backup battery）是指輔助電源的電池，通常為直流電，當主要電力供應用盡時或停止時，就會暫時用它們來提供電力。
後備電池電量可能小到電腦中提供電力，記憶日期和時間的電池，也可能是電池室，用作大型資料中心的不斷電系統。在系統正常運作時，會使用主要的電源為可充電的後備電池充電。
一般採用後備電池的電子裝置，通常都是直接從可持續的交流電（AC）或直流電（DC）取電。備份電池只有在電力出現問題或中斷時，才提供電力給電路。

## 例子

### 飛機緊急電池
飛機上的後備電池是在引擎失效時，提供必要儀器和設備電源，使飛機可以繼續飛行。每一架飛機的後備電池都有足夠的電力，可以使其安全降落。緊急電池要供電的系統有導航系統、緊急照明單元、配合所在高度的緊急壓力系統和氧氣系統，以及無線電系統。大型飛機也有用緊急電池供電的控制表面。飛機緊急電池可能是鎳鎘電池或閥控鉛酸電池。緊急電池可以為上述系統供電30分鐘到三小時不等。大型飛機有冲压空气涡轮，在引擎失效時提供額外動力。

### 電腦
备用电源主要是为了防止数码产品在长时间使用过程中发生断电或是没电的条件下所备用的电源。一般的备用电源包采用四节标准AA碱性电池，用完之后可以方便地更换。
在電腦方面，使用後備電池是相當普遍。這情況在停止電源時稱為不斷電系統（UPS）。它使電腦在關掉電源的情況下，裡面的系統時鐘仍能繼續運作，並保持準時，也就是所謂的即時時鐘（real-time clock，RTC）

### 表現賽車業
加速賽的賽車在起跑線上所使用的電力遠多於其交流發電機所能提供的電。近日這業界的精英就轉用了16伏特的電池，以彌補這些後備電池的需求。